# Луций Аний Сеция
Луций Аний Сеция (на латински: Lucius Annius Setia) е латински претор през средата на 4 век пр.н.е.
Той е първият известен от плебейската фамилия Ании вероятно от Сеция. Прародител е на множество видни римски политици и военачалници.
През 340 пр.н.е. той е претор на латините в римската колония Сеция (Setia, днес Сеце, Sezze) в Лацио на 80 км от Рим, по време на голямата Втора латинска война (340 – 338 пр.н.е.). Той е изпратен като посланик в Рим. След битките се образува провинцията Лацио.